# Ernst Baumhard
Ernst Baumhard (* 3. März 1911 in Ammendorf bei Halle (Saale); † 24. Juni 1943 im Atlantik bei U-Booteinsatz) war im Rahmen der Krankenmorde im Nationalsozialismus Vergasungsarzt in der NS-Tötungsanstalt Grafeneck und der NS-Tötungsanstalt Hadamar.

## Herkunft und Studium
Ernst Baumhard wurde am 3. März 1911 in Ammendorf bei Halle als Sohn eines Arztes geboren und studierte Medizin. Als SA-Mitglied besuchte er die SA-Hochschulamtsschule Sandersleben. Er gehörte dem Nationalsozialistischen Deutschen Studentenbund an, beantragte dann am 10. Juni 1937 die Aufnahme in die NSDAP und wurde rückwirkend zum 1. Mai desselben Jahres aufgenommen (Mitgliedsnummer 5.069.270). 1938 übernahm er die Leitung der Fachschaft Medizin der NS-Studentenführung an der Universität Halle. Als einer der ersten Sieger beim Reichsberufswettkampf wurde Baumhard am 1. Mai 1938 Hitler persönlich vorgestellt. 1939 erhielt Baumhard seine Approbation und wurde nach Verteidigung seiner Dissertationsschrift Die Einwirkungen von Strohstaub auf den menschlichen Organismus und Maßnahmen zur Verhütung von Schädigungen durch diesen. Untersuchungsergebnisse aus der Cröllwitzer Papierfabrik zum Dr. med. promoviert.

## Bei der T4-Organisation
Auf einer „Gutachter“-Liste der Zentraldienststelle T4 ist Baumhard unter der Rubrik „Ärzte in den Anstalten“ ab dem 1. November 1939 als Angehöriger der T4-Organisation aufgeführt.
Im Januar 1940 nahm er mit anderen T4-Ärzten an der ersten „Probevergasung“ von Kranken im alten Zuchthaus Brandenburg teil. Zu den weiteren Teilnehmern zählten unter anderem die „Euthanasie“-Beauftragten Hitlers, Karl Brandt, Philipp Bouhler sowie Leonardo Conti, der für Gesundheitsfragen zuständige Staatssekretär des Reichsministeriums des Innern. Der SS-Sturmbannführer vom Kriminaltechnischen Institut der Sicherheitspolizei Albert Widmann gab die Anweisungen für die Ärzte, die die Tötung der Patienten vornehmen sollten. Durch ein Guckloch in der Türe zur Gaskammer konnten Wirkung und Dauer des Vergasungsprozesses beobachtet werden.

## In den NS-Tötungsanstalten Grafeneck und Hadamar
Ab Anfang 1940  wurde Baumhard im Rahmen des nationalsozialistischen „Euthanasie“-Programms (im Nachkriegssprachgebrauch "Aktion T4") zum stellvertretenden Vergasungsarzt der NS-Tötungsanstalt Grafeneck bestellt und übernahm im April 1940 die Nachfolge von Horst Schumann als Leiter der Vergasungsanstalt. Hier trat er im Schriftwechsel unter der Tarnbezeichnung „Dr. Jäger“ auf.
Vom 26. Februar bis 4. März 1940 war Baumhard mit einer vom ärztlichen Leiter der T4-Organisation Werner Heyde geführten Ärztekommission in der Anstalt Bedburg-Hau und assistierte zusammen mit dem Leiter der Tötungsanstalt Brandenburg, Irmfried Eberl und Friedrich Mennecke bei der Selektion der Anstaltspatienten.  Etwa 350 bis 400 Kranke wurden daraufhin mit dem Zug nach Grafeneck verbracht und dort vergast.
Mit der Geheimhaltungspflicht wurde es in Grafeneck nicht immer so genau genommen. So ist bekannt, dass Baumhard den Leiter der Heilanstalt Winnenthal, Obermedizinalrat Otto Gutekunst, anlässlich des Abtransports seiner selektierten Patienten zu einer Besichtigung von Grafeneck eingeladen hatte. Gutekunst sagte später hierzu aus:

„Ich hatte natürlich Interesse zu erfahren, was dort oben vorgeht; ich konnte mir ja nicht vorstellen, wie die Tötung der vielen Menschen vor sich gehen sollte. Ich sagte ihm, ich würde kommen … Der Arzt [Baumhard d.V.] zeigte mir eine Baracke mit Betten, die wahrscheinlich nie benutzt wurden, denn sie waren alle frisch überzogen, den Gasraum mit vorgeschützter Brause, die Verbrennungsöfen, und außerdem sah ich in einem Nebenraum einen großen Haufen Asche mit Knochenstücken. Meiner Erinnerung nach verklopfte ein Angestellter von Grafeneck diese Knochenstücke gerade mit dem Hammer. Nach meiner Rückkehr sagte ich meinem Pfarrer Flachsland in Winnenden, er möge bei einer etwaigen Beisetzung einer Urne aus Grafeneck nicht sagen: ‚ich gebe Deine Asche zu Asche’, sondern ‚Ich gebe die Asche zu Asche’, um zu betonen, daß es sich nicht um die Asche des Toten handelt.“

Eine ähnliche Einladung zur letzten Vergasung im Dezember 1940 richtete Baumhard auch an Dr. Martha Fauser, die Leiterin der als Zwischenanstalt genutzten Heil- und Pflegeanstalt Zwiefalten.
Am 4. Juni 1940 wurde die Oberpflegerin Änne Hagemeier unter mysteriösen Umständen in Grafeneck erschossen. Zu einer zweifelsfreien Aufklärung des Falles ist es nie gekommen. Im Grafeneckverfahren gab eine der „Trostbrief“-Schreiberinnen hierzu zu Protokoll:

„Im Sommer 1940, als ich infolge der Gehirnerschütterung zu Bett lag, es war am 4. Juni 1940, traf ein Transport ein, bei dem sich ein Leprakranker befand, dessen Gesicht nach Aussage der Pfleger schon angefressen war. Der Leprakranke wurde alsbald von Dr. Baumhard mit der Pistole erschossen, um Ansteckung der Pfleger zu vermeiden. Baumhard ordnete an, daß alles stehenbleiben solle, die Oberpflegerin Hagemeier aus dem Rheinland sprang aber noch auf die andere Seite und wurde von der Kugel tödlich getroffen. Dr. Baumhard, der es mir selber erzählte, war darüber sehr bestürzt und außer sich. Er wollte sich das Leben nehmen.“

Nach Auflösung der NS-Tötungsanstalt Grafeneck zum Jahresende 1940 wechselte Baumhard zur NS-Tötungsanstalt Hadamar, wo er als Direktor und erster Vergasungsarzt fungierte und den Tarnnamen „Dr. Moos“ verwendete. Nach Differenzen mit dem T4-Organisator Viktor Brack gingen Baumhard sowie sein Stellvertreter Günther Hennecke im Sommer 1941 zur Kriegsmarine.
Nach der Hartheimer Statistik wurden im Jahre 1940 in Grafeneck 9.839 und vom Januar 1941 bis Ende August 1941 in Hadamar 10.072 Menschen getötet. Auf den Zeitraum, in dem Baumhard in Hadamar war, entfielen 6.262 Opfer.
Baumhard fuhr ab dem 25. August 1941 bei der Kriegsmarine als Marinearzt und Sanitätsoffizier auf U-Booten. Bei einem solchen Einsatz fand er am 24. Juni 1943 den Tod auf U 449.
Ein Ermittlungsverfahren der Staatsanwaltschaft Frankfurt/Main hinsichtlich seiner Tätigkeit in Grafeneck und Hadamar wurde im August 1946 mit dem Vermerk „Mutmaßlich verstorben“ eingestellt.